# Sid Watkins
 (septembre 2012).
Eric Sidney Watkins est un neurochirurgien britannique, né le 6 septembre 1928, à Liverpool, mort le 12 septembre 2012.

## Biographie
Sidney « Sid » Watkins est le fils d'un ancien mineur devenu garagiste. Il travaille avec son père jusqu'à son diplôme de médecine obtenu en 1956. Il devient spécialiste en neurochirurgie deux ans plus tard et officie sur le circuit de Silverstone.
Il franchit l'Atlantique en 1962 et emménage à Syracuse dans l'État de New York tout en officiant sur le circuit de Watkins Glen où, face au manque de préparation des secours, il apporte lui-même son matériel médical d'urgence.
Il revient en Angleterre en 1970 pour travailler au London Hospital et officier sur le RAC Rally.
Il rencontre Bernie Ecclestone, alors patron de la FOCA, en 1978 et celui-ci lui offre le poste de médecin chef officiel de la Formule 1. Il débute au Grand Prix de Suède, tout en gardant son poste à Londres. Son arrivée sur les circuits agace plusieurs organisateurs.
À Monza, en 1978, le pilote suédois Ronnie Peterson reste bloqué dans sa Lotus en flamme et, faute de services de secours spécialement formés, les pilotes Clay Regazzoni, Patrick Depailler et James Hunt tentent de l'en sortir avec leurs propres moyens. Quand Sid Watkins arrive sur les lieux, les policiers, qui ont formé un cordon de sécurité, l'empêchent de passer pendant plus d'un quart d'heure. 
Après ce tragique événement, Peterson décédant des suites de son accident, Watkins demande à Ecclestone de lui fournir un équipement médical adéquat, une voiture et un hélicoptère médicalisés. Il obtient satisfaction dès le Grand Prix suivant. Il est alors décidé que la voiture médicale suivra les monoplaces au départ durant tout le premier tour.
En 1981, la FISA crée une commission médicale dont Watkins devient le président. En 1982, il est témoin et acteur tragique dans les morts de Gilles Villeneuve (il débranche le respirateur après avoir reçu l'accord de la femme du pilote) et de Riccardo Paletti (il est brûlé aux mains lorsque se déclenche l'incendie).
Lors du briefing des pilotes du Grand Prix automobile de Grande-Bretagne 1985, il reçoit un trophée de la part des pilotes.
En 1992, il fonde la Brain and Spine Foundation chargée de l'étude et de la prévention des atteintes au cerveau et à l'épine dorsale.
Il est le témoin direct du week-end tragique d'Imola, en 1994, où Roland Ratzenberger puis son ami Ayrton Senna meurent. L'année suivante, il fait repartir, par deux fois, le cœur de Mika Häkkinen, après une trachéotomie, qui vient de s'écraser contre un mur du circuit d'Adelaïde. 
En 2004, il devient président de l'Institut pour la sécurité du sport automobile.
Après sa retraite, en 2005, il est reconnu comme l'un des principaux artisans de la sécurité du sport automobile par la FIA. Il reste néanmoins président de l'Institut pour la sécurité du sport automobile jusqu'en 2011 et reçoit la Médaille d'or du sport automobile. Il cède son poste à Gary Hartstein.
Il meurt le 12 septembre 2012.